# 1-ja Kostornaja
1-ja Kostornaja lub Pierwaja Kostornaja (ros. 1-я Косторная) – wieś (ros. деревня, trb. dieriewnia) w zachodniej Rosji, w sielsowiecie lubimowskim rejonu bolszesołdatskiego w obwodzie kurskim.

## Geografia
Miejscowość położona jest nad Rieutem (lewy dopływ Sejmu), 3 km od centrum administracyjnego sielsowietu lubimowskiego (Lubimowka), 21 km od centrum administracyjnego rejonu (Bolszoje Sołdatskoje), 44 km od Kurska.
W granicach miejscowości znajdują się ulice: 60 let Pobiedy, Gusiniec, Ługowaja, Szkolnaja.

## Demografia
W 2010 r. miejscowość zamieszkiwało 306 osób.